# Nalewka

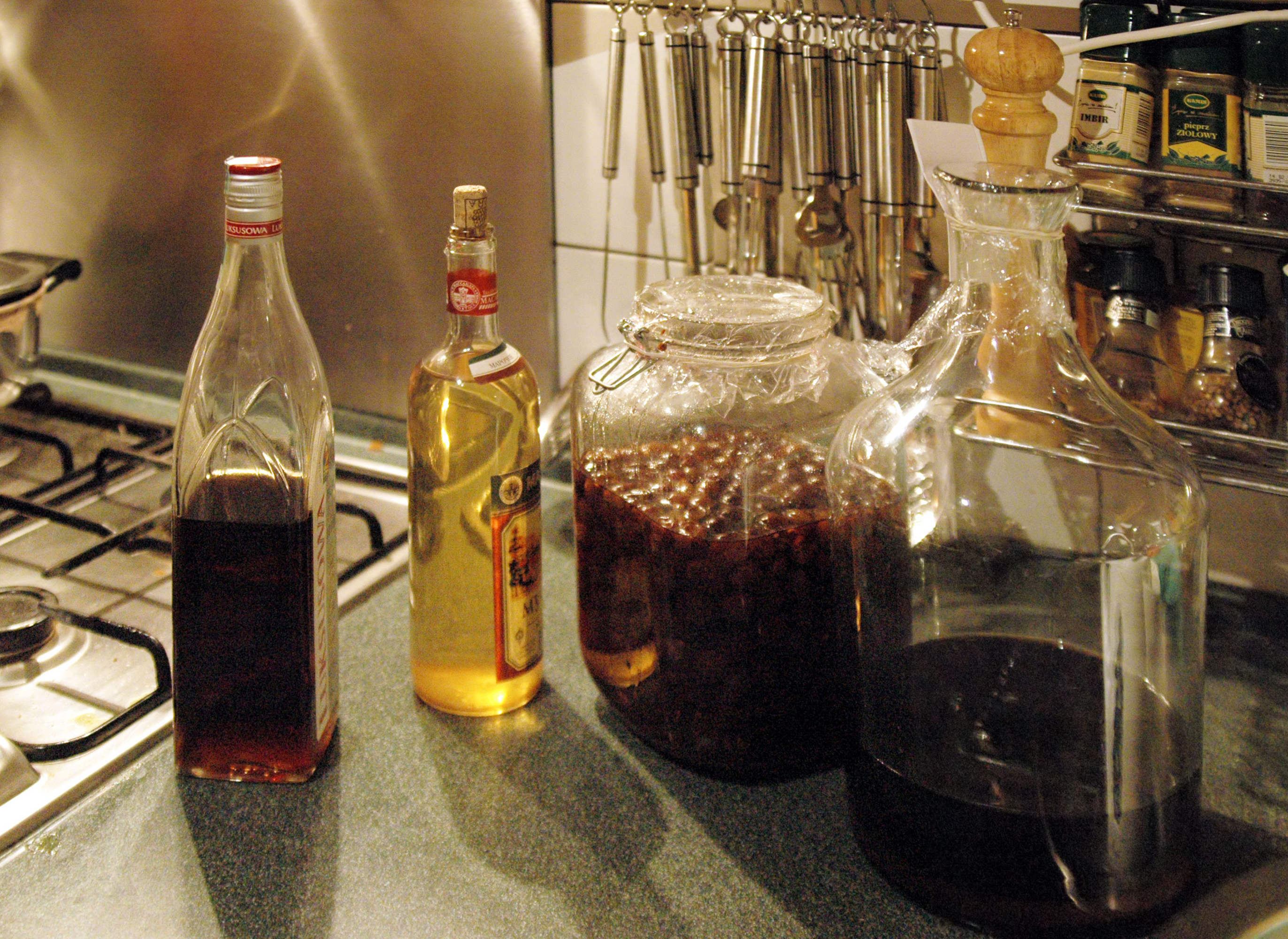
Verschiedene Herstellungsstadien

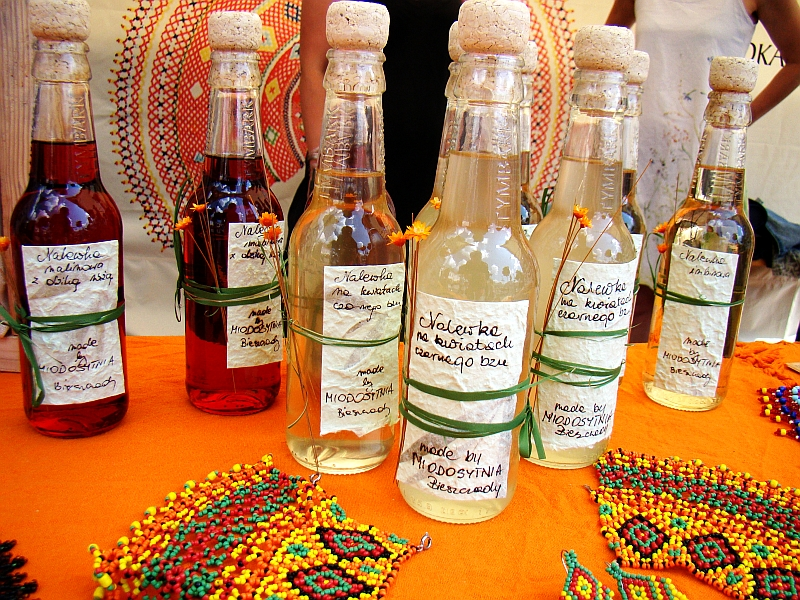
Sanoker Jahrmarkt

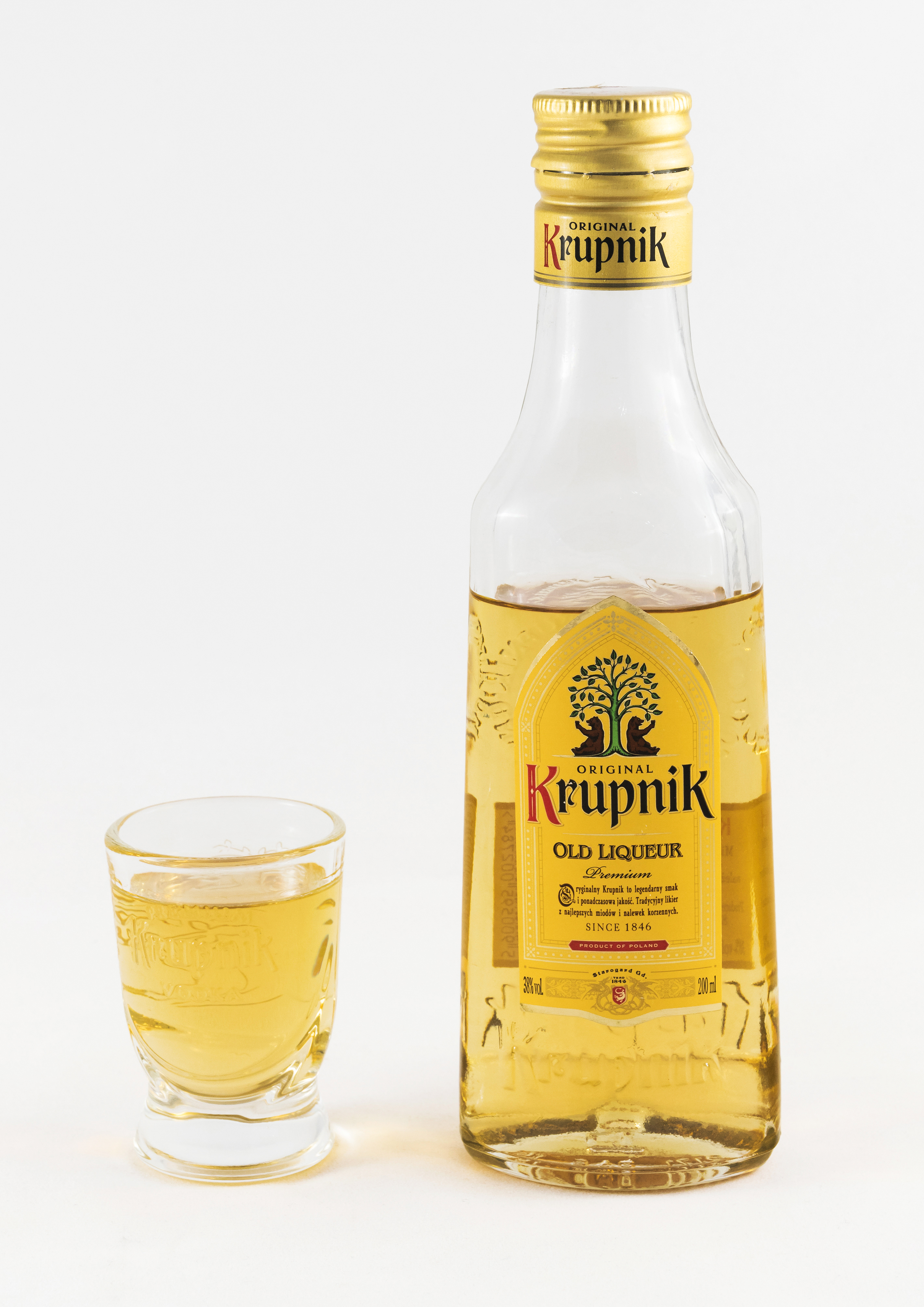
Honig-Nalewka Krupnik

Die Nalewka ist ein hochprozentiges alkoholisches Traditionsgetränk aus Polen. Es handelt sich dabei um einen sogenannten Aufgesetzten.

## Herstellung
Anders als beim Obstbrand wird der Alkohol nicht durch aus dem Obst gewonnen, sondern gelangt wie auch bei anderen Aufgesetzten durch die Hinzugabe von Wodka oder Weingeist bzw. anderen alkoholischen Getränke in die Nalewka. Das Wort Nalewka kommt vom polnischen nalewać (deutsch: hinzugießen). Der Wodka wird je nach Rezeptur auf Obst, Kräuter, Wurzeln, Honige etc. gegossen, aus denen er seinen Geschmack bezieht. Die Nalewka-Herstellung ist sehr zeitaufwendig. Die besten Nalewkas benötigen in der Regel mindestens fünf Jahre.

## Geschichte

### Mittelalter
Für die Herstellung von Nalewkas ist Wodka und Spiritus notwendig. Erst nach der Erfindung der Wodkaherstellung am Übergang des 14. zum 15. Jahrhundert in Polen konnten sich Nalewkas entwickeln. Zwar hat bereits Hippokrates ähnliche Verfahren zur Erstellung von Arzneimitteln verwendet, jedoch war bei ihm nicht der Wodka der Hauptbestandteil des Getränks.

### Frühe Neuzeit
Der Arzt und Botaniker Stefan Falimirz aus Kraśnik sammelte gängige Rezepte und Herstellungsmethoden von verschiedenen Spirituosen, unter anderem des Wodkas und der Nalewkas sowie ihre heilsamen Wirkungen in dem 1534 veröffentlichten Buch O ziołach i mocy ich (deutsch: Über die Kräuter und ihre Kräfte).

### Moderne
Die meisten heutigen Nalewka-Rezepturen stammen aus dem 19. Jahrhundert und werden wie Familientraditionen an die nächsten Generationen weitergegebenen. Nalewkas werden kaum kommerziell hergestellt, bzw. die im Handel erhältlichen Nalewkas sind meist keine echten. Eine Ausnahme hiervon ist die Honig-Nalewka Krupnik, die im Handel erhältlich ist. Einige Restaurants in Polen bieten hausgemachte Nalewkas an.

## Feste
Jedes Jahr finden im Mai in Jakubowice und im September in Kazimierz Dolny Feste der Nalewkas statt, bei denen zahlreiche private Hersteller ihre Produkte anbieten und sich über Rezepte austauschen.